# La Chapelle-du-Genêt
La Chapelle-du-Genêt är en kommun i departementet Maine-et-Loire i regionen Pays de la Loire i nordvästra Frankrike. Kommunen ligger i kantonen Beaupréau som tillhör arrondissementet Cholet. År 2018 hade La Chapelle-du-Genêt 1 201 invånare.

## Befolkningsutveckling
Antalet invånare i kommunen La Chapelle-du-Genêt
| Referens: INSEE |